# 工藤亜耶
工藤 亜耶（くどう あや、1984年10月11日 - ）は、東京都出身の女優、タレント、グラビアアイドル。所属　バックアッププロモーション→Power M→フリー→ユニコンスター。

## 略歴・人物
公称サイズは身長158cm、B85cm、W58cm、H88cm。血液型B型。
写真集「chu-pa!」でデビュー。家族は父母に妹。
趣味は料理、草野球監督、プロレス観戦、プロ野球観戦、ミルクティーを毎日飲むこと、ストレッチ。特技は軟式テニス、モダンバレエ、柔軟体操。
ミスマガジンにて2001年と2007年の2度にわたりセミファイナルに出場した実績を持つ。
「癒し系の唇」が特徴と言われていた。
「人見知りする性格なので、初対面の人とあまりしゃべれない」と話していたことがある。

## 出演

### 映画
- 姦C（2007年、監督 遠藤一平)
- ほんとうにあった怖い話 怨霊2（2007年）
- 平成トンパチ野郎〜男はツラだよ〜（2009年、マジカル／グラッソ）マドンナ：本田彩役
- 都市霊伝説 心霊工場（2010年3月6日公開、監督:小沼雄一） - 来栖久美子 役
  - 都市霊伝説 クロイオンナ（2012年11月3日公開、監督 小沼雄一） - 岩下幸子役
- ハピネス イン リトル プレイス（2012年12月8日公開、監督 松村清秀）
- アイドル7×7監督「EVIL/NOBLE」（2013年1月26日公開、監督 天野邪子） - 主演 綾乃 役
- 水の声を聞く（2014年、監督 山本政志）
- タロット探偵ボブ西田（2016年2月27日公開、監督 山﨑賢）
- REASON of LIFE（2017年、監督 神田祐司）
- 名医死す〜感染症と闘った藤野昌言物語〜（2021年、監督 松村克弥）[7]

### テレビドラマ
- ごくせん 第3シリーズ 第7話（2009年、日本テレビ） - メイド喫茶店員・あみ役
- 絶対零度〜未解決事件特命捜査〜 第1話（2010年、フジテレビ）
- 警部補 矢部謙三 第2話（2010年、テレビ朝日）
- 警視庁継続捜査班 第1話（2010年、テレビ朝日） - 五島美保子役
- 獣医ドリトル 第1話（2010年、TBS）
- 幸せになろうよ(2011年4月、フジテレビ) 受付嬢 役

### バラエティ
- 今夜はプネ・プネ(2001年、日本テレビ）
- THE夜もヒッパレ(日本テレビ）
- デジ屋台(TBSテレビ）
- 全力坂（2006年9月26日・10月3日・10月9日、テレビ朝日）
- エンタの味方!（2007年4月5日、TBSテレビ）
- くわまんのパチラックスTV(2007年7月23日、テレビ埼玉)
- グラビアトークオーディション（フジテレビ）
- パセリ(2007年、UHF13局ネット）
- あらびき団（2007年12月12日、TBSテレビ）
- グラビアの美少女（MONDO21）
- LOVE LOVE 大好きっ!（CS日本)  - 2004年1月からレギュラー[2][8]
- くちコミ☆ジョニー(2008年3月12日・13日、日本テレビ）

### Vシネマ
- ほんとうにあった怖い話 怨霊2(2007年4月6日発売）
- スケアー～地獄の課外授業～(2002年5月3日発売、監督 内田英治)

### CM
- カプコン「めいわく星人パニックメーカーパニックガールズ」

### 舞台
- 劇団THE東京ピチピチBOYS「さよならホスト」（2006年6月23日 - 25日、シアターV赤坂）もえ 役
- unit BAR-th「BENTEN de 弁天」（2006年8月17日 - 18日、LIVE CAFE BENTEN）宝田貞子 役
- 劇団THE東京ピチピチBOYS「LINE」（2006年11月17日 - 19日、六本木アトリエフォンテーヌ）RIKO 役
- THE東京ピチピチBOYS「往生際の悪い人たち」（2007年3月20日 - 25日、シアターV赤坂）岩崎美帆 役
- THE東京ピチピチBOYS「座頭市/2物語～夢追人のララバイ～」（2007年9月27日 - 30日、シアターＶ赤坂）
- AirStudio「Juliet」（2008年6月5日 - 9日、東銀座 AirStudio）
- AirStudio「六畳一間で愛してる」（2008年8月7日 - 10日、東銀座 AirStudio）
- 「うつつ：現」（2008年11月14日 - 16日、恵比寿エコー劇場）
- THE東京ピチピチBOYS「おでん」（2009年2月6日 - 8日、六本木アトリエフォンティーヌ）
- AirStudio「SAKURA」(B班)（2009年3月12日 - 16、東銀座AirStudio）
- AirStudio「喀血!!銀玉高校応援団～凄春☆番外編～」（2009年5月28日 - 6月1日、東銀座AirStudio）
- 岡部企画プロデュース「長崎の鐘」

- THE東京ピチピチBOYS「アルストロメリア」（2009年10月1日 - 4日、六本木アトリエフォンティーヌ）
- 劇団空感エンジン「ホッチキス」（2010年11月13日 - 21日、新宿SPACE107）
- THE東京ピチピチBOYS「悪さしながら男なら 小粋で優しい馬鹿でいろ」（2011年3月3日 - 7日、シアターグリーン　BIG TREE THEATER）
- AirStudio「YAMAO」（2011年4月6日 - 10日、東日本橋・アクアスタジオ）
- アリー・エンターテイメント「いい日、さよなら 〜六畳一間で愛してる〜」（2011年6月1日 - 5日、池袋・シアターグリーンBIG TREE THEATER）
- THE東京ピチピチBOYS「バック・トゥ・ザ 三億円事件!」（2011年8月27日 - 28日、下北沢・北沢タウンホール）
- ASSH「SOUL FLOWER」（2011年11月9日 - 13日、笹塚ファクトリー） JOKER親衛隊「ブランドン」役
- 下北発女の子演劇集団エンジール「プレ公演」（2011年12月15日 - 18日、中目黒ウッディシアター）
- ASSH「雷ケ丘に雪が降る」（2012年3月14日 - 18日、シアターグリーンBIG TREE THEATER）
- 下北発女の子演劇集団 Angeiil「Angeiil -なchuっ♡-」（2012年9月4日 - 9日、ウッディシアター中目黒）
- ASSH「世界は僕のCUBEで造られる」（2012年11月20日 - 26日、吉祥寺シアター）
- アリー・エンターテイメント・チームDG「いい日、お遊戯。」（2014年5月8日 - 12日、シアターグリーン BOX in BOX THEATER）
- しまぁ〜ん共和国「オールディーズの初恋地獄」（2014年6月17日 - 22日、新宿サンモールスタジオ）
- 劇団K助「ハチャメッチャストーリー 〜黒髭とアワワと秘密の財宝〜」（2014年7月9日 - 13日、中野ザ・ポケット）
- しまぁ〜ん共和国「真夜中のダンシング弱虫」（2014年10月7日 - 13日、新宿サンモールスタジオ）
- オフィス・ナカジ「ハルジオン」（2015年2月6日 - 8日、築地本願寺ブディストホール）
- しまぁ～ん共和国「オタクたちの低空非行」（2015年4月7日 - 13日、下北沢「劇」小劇場）
- アリー・エンターテイメント・チームDG「いい日、アイカタ。」（2015年8月4日 - 9日、シアターグリーン BOX in BOX THEATER）
- しまぁ〜ん共和国「ドメスティック初期微動」（2015年10月20日 - 28日、下北沢「劇」小劇場）
- G&Gアクターズファクトリー「吾木香 〜ワレモコウ〜」（2015年11月25日 - 30日、ワーサルシアター）
- 崖っぷちウォリアーズ「そこにある場所」（2016年3月9日 - 13日、中野MOMO ）
- しまぁ〜ん共和国「犯人は吉田だっ！(仮)」（2016年5月24日 - 31日、シアターグリーン BOX in BOX THEATER）
- しまぁ〜ん共和国 「秀樹のヒロインと悲劇のヒドイン〜笑涙あわレミの例〜」（2016年10月13日 - 23日、新宿サンモールスタジオ）
- しまぁ～ん共和国「HOTEL死界覚[9]」（2017年3月29日 - 4月2日、新宿村LIVE）
- しまぁ～ん共和国「咲くは江戸にもその素質[10]」（2017年5月3日 - 7日、渋谷区文化総合センター大和田 伝承ホール） - サク母 役
- しまぁ～ん共和国「刺すペンっす![11]」
  - 大阪公演（2017年9月6日 - 10日、梅田・HEP HALL）
  - 東京公演（2017年9月26日 - 10月1日、新馬場・六行会ホール）
- しまぁ〜ん共和国「ファインド・ハント２」〜笑いはわが命〜（2017年11月28日 - 12月3日、新宿村LIVE）
- アリスインプロジェクト「アリスインデッドリースクール 楽園[12]」（2018年8月8日 - 19日、池袋・シアターKASSAI） - 氷鏡庵 役
- しまぁ～ん共和国「鬼だけ殺っしアムッ！」（2018年9月11日 - 17日、新宿シアターモリエール）
- 劇団東京倶楽部「Blue Bottle～青蝿～」（2018年10月19日 - 28日、すみだパークスタジオ倉）
- TBSラジオ主催「エグ女2019」（2019年2月26日 - 3月3日、CBGKシブゲキ）チーム女豹 恵美 役

## リリース作品

### DVD
- First Kiss（2003年）
- チュッ（2003年）
- AYA Q（2004年）
- 初恋日記（2004年）
- あまくち〜SUGAR LIPS （2005年）
- くちびるNude （2007年）

### 写真集
- Chu-Pa!（2003年3月、彩文館出版、撮影：斉木弘吉）ISBN 978-4775600047
- 恋めのリップ（2003年10月25日、ワニマガジン社、撮影：斉木弘吉）ISBN 978-4898298954
- 4CHU-LIP（2004年4月、MCプレス、撮影：Yoshida Hiroyuki）ISBN 978-4901972161